# Gerritea
Gerritea là một chi thực vật có hoa trong họ Hòa thảo (Poaceae).

## Loài
Chi Gerritea gồm các loài: